# Saxifraga glabricaulis
Saxifraga glabricaulis är en stenbräckeväxtart som beskrevs av H. Sm.. Saxifraga glabricaulis ingår i Bräckesläktet som ingår i familjen stenbräckeväxter. Inga underarter finns listade i Catalogue of Life.